# Кубок СРСР з футболу 1954
Кубок СРСР з футболу 1954 — 15-й розіграш кубкового футбольного турніру в СРСР. Володарем Кубка вперше стало київське «Динамо». Ця перемога футболістів із столиці Радянської України стала лише другою перемогою команди не з Москви в Кубку СРСР.

## Перший раунд
| Команда 1                      | Рахунок  | Команда 2                    |
| ------------------------------ | -------- | ---------------------------- |
| ОБО (Київ)                     | [ 1 ]    | ОБО (Свердловськ)            |
| Спартак (Ашхабад)              | 12 – 1   | Урожай (Ашхабад)             |
| Спартак (Ташкент)              | 5 – 0    | ОБО (Ташкент)                |
| Команда профспілок (Ленінабад) | 4 – 3 дч | Команда м. Ленінабад         |
| Іскра (Фрунзе)                 | 11 – 1   | Команда профспілок (Фрунзе)  |
| Нафтовик (Краснодар)           | 1 – 2    | Шахтар (Мосбас)              |
| Нафтовик (Баку)                | 2 – 1    | Завод ім. Будьонного (Баку)  |
| Червона зірка (Петрозаводськ)  | 3 – 0    | Динамо (Петрозаводськ)       |
| Калев (Таллінн)                | 4 – 0    | Сокіл (Таллінн)              |
| Інкарас (Каунас)               | 0 – 2    | Спартак (Вільнюс)            |
| Даугава (Рига)                 | 1 – 0    | Сарканайс металургс (Лієпая) |
| Буревісник (Кишинів)           | 3 – 2    | Локомотив (Унгени)           |
| Машинобудівник (Київ)          | 1 – 0    | Команда м. Воронежа          |
| Локомотив (Алма-Ата)           | 2 – 1    | Динамо (Алма-Ата)            |
| Спартак (Єреван)               | 3 – 0    | Команда м. Кіровакан         |
| ОБО (Тбілісі)                  | 2 – 0    | ТТУ (Тбілісі)                |

## Другий раунд
| Команда 1                      | Рахунок  | Команда 2              |
| ------------------------------ | -------- | ---------------------- |
| Спартак (Єреван)               | [ 2 ]    | Локомотив (Алма-Ата)   |
| ОБО (Хабаровськ)               | [ 3 ]    | Торпедо (Сталінград)   |
| Зеніт (Москва)                 | 1 – 2    | Спартак (Ужгород)      |
| Металург (Дніпропетровськ)     | 6 – 0    | Авангард (Свердловськ) |
| Торпедо (Ростов-на-Дону)       | 3 – 1    | Спартак (Калінін)      |
| Червоний Прапор (Іваново)      | 1 – 3 дч | Шахтар (Сталіне)       |
| Динамо-2 (Москва)              | 3 – 2    | БОФ (Севастополь)      |
| Команда профспілок (Ленінабад) | 2 – 3 дч | Спартак (Ташкент)      |
| Нафтовик (Баку)                | 1 – 4    | ОБО (Київ)             |
| Команда м. Молотова            | 2 – 1    | Енергія (Саратов)      |
| Іскра (Фрунзе)                 | 3 – 1    | Спартак (Ашхабад)      |
| ОБО (Ленінград)                | 4 – 0    | Авангард (Челябінськ)  |
| Спартак (Вільнюс)              | 2 – 0    | Калев (Таллінн)        |
| Харчовик (Мінськ)              | 2 – 0    | Торпедо (Вітебськ)     |
| ОБО (Тбілісі)                  | 3 – 0    | Даугава (Рига)         |
| ОБО (Львів)                    | 3 – 1    | Металург (Запоріжжя)   |
| Червона зірка (Петрозаводськ)  | 1 – 2 дч | Буревісник (Кишинів)   |
| Шахтар (Мосбас)                | 2 – 0    | Металург (Одеса)       |
| Машинобудівник (Київ)          | 1 – 6    | Хімік (Москва)         |

## 1/16 фіналу
| Команда 1                  | Рахунок  | Команда 2                   |
| -------------------------- | -------- | --------------------------- |
| Металург (Дніпропетровськ) | [ 5 ]    | Іскра (Фрунзе)              |
| Торпедо (Горький)          | 4 – 2    | Команда м. Молотова         |
| Локомотив (Москва)         | 4 – 0    | Спартак (Ташкент)           |
| ОБО (Ленінград)            | 3 – 2 дч | Трудові резерви (Ленінград) |
| Спартак (Москва)           | 3 – 1    | Динамо (Москва)             |
| Спартак (Мінськ)           | 4 – 0    | ОБО (Київ)                  |
| Локомотив (Харків)         | 1 – 3    | Спартак (Ужгород)           |
| Харчовик (Мінськ)          | 0 – 3 дч | Хімік (Москва)              |
| Динамо-2 (Москва)          | 1 – 2    | Зеніт (Ленінград)           |
| Буревісник (Кишинів)       | 1 – 0 дч | ОБО (Тбілісі)               |
| Торпедо (Ростов-на-Дону)   | 0 – 4    | ЦБРА (Москва)               |
| Динамо (Київ)              | 4 – 2    | Спартак (Вільнюс)           |
| ОБО (Львів)                | 3 – 2    | Крила Рад (Куйбишев)        |
| Торпедо (Москва)           | 3 – 0    | ОБО (Хабаровськ)            |
| Шахтар (Мосбас)            | 0 – 3    | Спартак (Єреван)            |
| Шахтар (Сталіне)           | 1 – 0    | Динамо (Тбілісі)            |

## 1/8 фіналу
| Команда 1                  | Рахунок  | Команда 2            |
| -------------------------- | -------- | -------------------- |
| Металург (Дніпропетровськ) | 5 – 3 дч | Торпедо (Горький)    |
| ОБО (Ленінград)            | 3 – 1    | Буревісник (Кишинів) |
| Зеніт (Ленінград)          | 2 – 0    | Локомотив (Москва)   |
| Шахтар (Сталіне)           | 3 – 1    | Спартак (Ужгород)    |
| Спартак (Єреван)           | 2 – 0    | Спартак (Мінськ)     |
| ОБО (Львів)                | 0 – 1    | Хімік (Москва)       |
| Спартак (Москва)           | 1 – 3    | Динамо (Київ)        |
| ЦБРА (Москва)              | 1 – 0 дч | Торпедо (Москва)     |

## 1/4 фіналу
| Команда 1                  | Рахунок  | Команда 2        |
| -------------------------- | -------- | ---------------- |
| Металург (Дніпропетровськ) | 2 – 1 дч | ОБО (Ленінград)  |
| Спартак (Єреван)           | 1 – 0    | Шахтар (Сталіне) |
| Зеніт (Ленінград)          | 2 – 0    | Хімік (Москва)   |
| Динамо (Київ)              | 3 – 1 дч | ЦБРА (Москва)    |

## Півфінали
| Команда 1        | Рахунок  | Команда 2                  |
| ---------------- | -------- | -------------------------- |
| Спартак (Єреван) | 4 – 0    | Металург (Дніпропетровськ) |
| Динамо (Київ)    | 1 – 0 дч | Зеніт (Ленінград)          |

## Фінал
| 20 жовтня 1954 |

| «Динамо» (Київ)         | 2—1      | «Спартак» (Єреван) |
| ----------------------- | -------- | ------------------ |
| Терентьєв 34' Коман 70' | Протокол | Меркулов 50'       |

| «Динамо», Москва Глядачів: 65 000 Арбітр: Микола Латишев (Москва) |